# Leringsåsen
Leringsåsen är ett naturreservat i Ånge kommun i Västernorrlands län.
Området är naturskyddat sedan 2011 och är 104 hektar stort. Reservatet ligger på en nordostsluttning Felåsens ost- och sydsluttningar och består av barrblandskog där gran dominerar med inslag av medelålders tall och även lövträd.